# Hydrangea scandens
Hydrangea scandens är en hortensiaväxtart. Hydrangea scandens ingår i släktet hortensior, och familjen hortensiaväxter.

## Underarter
Arten delas in i följande underarter:
- H. s. liukiuensis
- H. s. scandens

## Bildgalleri

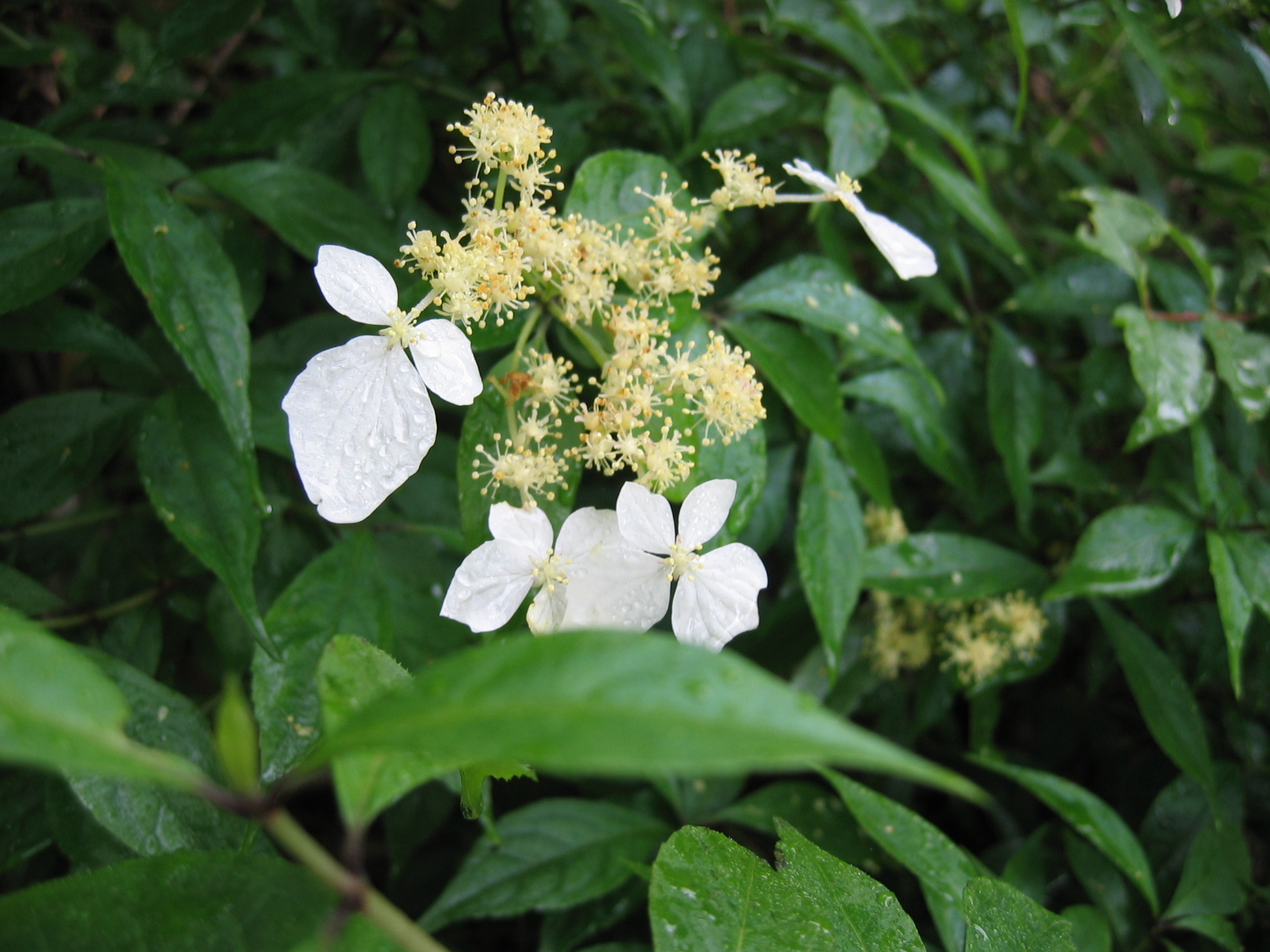